# Daniel Opare
Daniel Tawiah Opare (Accra, 18 ottobre 1990) è un calciatore ghanese, difensore svincolato.

## Carriera internazionale

### Giovanili
Coppa del Mondo FIFA Under-17 2007
Convertitosi da centrocampista a difensore laterale abile e talentuoso, Opare avviava le azioni offensive de Gli Stellini Neri con progressioni fulminee ed era responsabile di fornire agli attaccanti Ransford Osei e Sadick Adams precisi cross dagli spazi laterali. In difesa, mostrava la stessa sicurezza e compostezza. Ha fornito assist in molti dei gol del Ghana al Campionato africano Under-17 2007 in Togo nel marzo 2007, così come nel Mondiale Under-17, dove si è distinto in tutte e sette le partite giocate. Opare è stato ampiamente considerato il miglior difensore alla Coppa del Mondo FIFA Under-17 2007.
Coppa del Mondo FIFA Under-20 2009
Nel settembre 2009, Opare è stato convocato nella squadra nazionale under-20 del Ghana (Gli Satelliti Neri) per la Coppa del Mondo Under-20 2009 in Egitto, in cui Opare ha contribuito alla vittoria della squadra del Ghana per la prima volta sconfiggendo il Brasile nella finale allo Stadio Internazionale del Cairo il 16 ottobre 2009.

### Senior
Il 13 novembre 2007, tre settimane dopo il suo diciassettesimo compleanno, ha ricevuto la sua prima convocazione nella nazionale maggiore del Ghana dall'allenatore del Ghana, Claude Le Roy, per una FIFA partita amichevole internazionale contro il Togo presso lo Stadio Ohene Djan ad Accra, Ghana, il 18 novembre 2007, dopo un'altra eccellente prestazione, fornendo assist due volte in un superbo hat-trick di Ransford Osei contro la squadra Under-17 del Togo in una partita amichevole di categoria nello stesso stadio domenica 11 novembre 2007.
Coppa delle Nazioni Africane 2008
La stella della Coppa del Mondo Under-17 ha fatto parte della squadra del Ghana per la Coppa delle Nazioni Africane 2008. Tuttavia, il 10 gennaio 2008, il medico di squadra del Ghana, Martin Engmann, ha detto ai media che Opare non si era ripreso da un infortunio alla caviglia subito nel ritiro pre-torneo presso lo Jebel Ali Hotel Resort and Spa a Dubai, ed è stato escluso dalla squadra insieme ai compagni di squadra infortunati Matthew Amoah e al capitano Stephen Appiah.
Coppa delle Nazioni Africane 2012
Nel dicembre 2011, Opare è stato convocato nella rosa provvisoria di 25 giocatori del Ghana per la Coppa delle Nazioni Africane 2012. Nel gennaio 2012, è stato selezionato per la rosa di 23 giocatori del torneo.
Opare non ha mai avuto l'opportunità da parte del capo allenatore del Ghana dell'epoca, Goran Stevanović, di scendere in campo in nessuna delle sei partite disputate dalla nazionale ghanese alla Coppa delle Nazioni Africane 2012.
Coppa del Mondo FIFA 2014
Il 2 giugno 2014, Opare è stato convocato nella rosa del Ghana per la Coppa del Mondo FIFA 2014. Nella partita di apertura della squadra, è stato schierato come terzino destro contro gli Stati Uniti in una sconfitta per 2-1, tuttavia non è apparso nelle altre due partite poiché il Ghana non è riuscito a superare la fase a gironi.

## Palmarès

### Club

#### Competizioni internazionali
- Coppa della Confederazione CAF: 2

Sfaxien: 2007, 2008

#### Competizioni nazionali
- Coppa del Belgio: 1

Standard Liegi: 2010-2011

### Nazionale
- Campionato mondiale Under-20: 1

Egitto 2009